# 及川暁

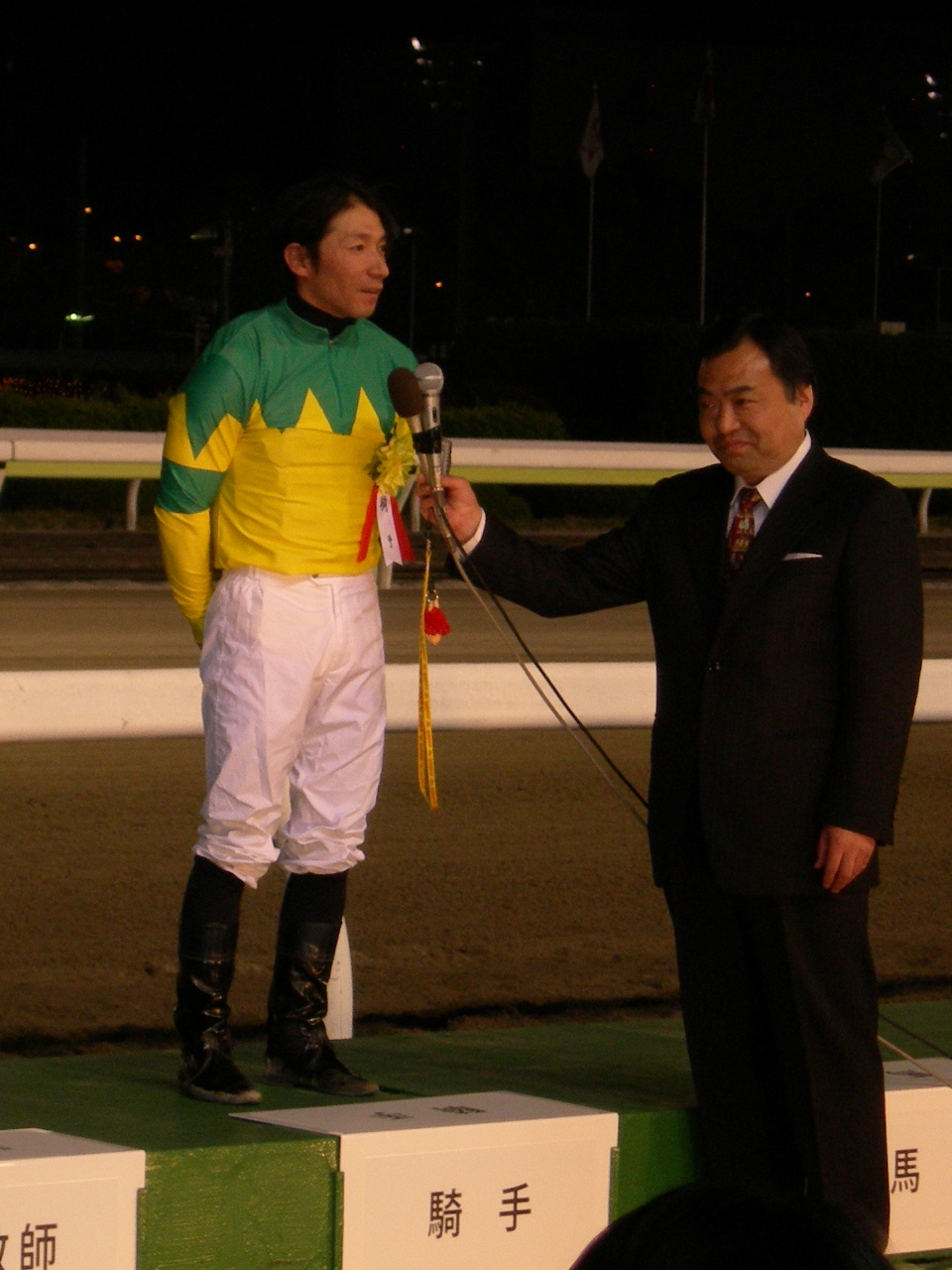
第1回東京スプリント後のインタビューで

及川 暁（おいかわ さとる、1959年4月21日 - ）は、岩手県出身のフリーアナウンサー。及川 サトルと表記されることもある。地方競馬の南関東4場と金沢競馬場で実況を担当した（2010年まで）。2022年1月にYoutubeチャンネル、及川サトルのサトル節「トキメキ」競馬実況CHを開設。

## 来歴
同志社大学文学部英文学科卒業 後、弘報館に入社。
吉田勝彦の弟子となり、1983年に姫路競馬場で実況アナウンサーとしての活動を開始するが、この時に吉田から受けたアドバイスが現在の実況スタイルの原点となっている。
その後は会社側から笠松・名古屋で実況をやって欲しいと言われ、10ヶ月間にわたり担当。1989年に行われた第1回全日本サラブレッドカップの実況を最後に上京し、耳目社に移籍して南関東4場・新潟県競馬（2001年まで）・金沢競馬場の実況を担当。
1990年代始めからは、千葉テレビで放送されていた『船橋競馬ダイジェスト』で長らくアナウンスを担当していた。通常は声だけの出演であったが、重賞競走が行われる前日にはトラックマンをゲストにレース展望を行い、司会進行を担当していた。顔を出してのテレビ出演は、このときが最初だと思われる。その後は船橋競馬実況中継にも出演し、実況をのぞくすべての進行を一人で行った。
1996年の4月から6月までは東京MXテレビ制作の『東京シティ競馬中継』の司会を担当。
1990年代終盤あたりからは郷里である岩手エリアでダートグレード競走が行われる際、場外向け放送のレース実況を担当していた が、2002年11月4日に盛岡競馬場で行われたJBCでは岩手エリア内での放送を含むメイン実況者として故郷に錦を飾った。また、岩手朝日テレビのみちのくレースけいばステーションでも実況を担当した。
2009年には旭川刑務所にて競馬実況漫談を行い、2010年にフリー となり、2011年にはグッチ裕三より競馬実況漫談ネームである「ぐちいうぞう」の使用許可を得る。
2010年9月には佐賀競馬場でゲストとしてレース実況を担当している。

## 連載
- 及川サトルのシャベリング!（週刊競馬ブック、2011年 - 2013年1月5・6日号[4]）

## 出演番組

### テレビ
- 新潟県競馬中継（新潟テレビ21）
- 東京シティ競馬中継（TOKYO MX）
- 船橋競馬ダイジェスト（チバテレ）
- いわてけいばステーション→みちのくレースけいばステーション（岩手朝日テレビ）
- うまッチ（フジテレビ）

### ラジオ
- 競馬レポート（ラジオ関西）
- レースコーナー（ラジオ関西）
- レース速報（KBS京都）
- 競馬ホットライン（東海ラジオ）
- ウハウハ大放送 シアター130「競馬鹿親父」（ラジオ日本、2012年6月26日）[5]

## 主な実況歴

### 東海公営競馬
- ジュニアクラウン（1987年）
- 東海ダービー（1988年）
- 岐阜金賞（1988年）
- 東海菊花賞（1988年）
- 全日本サラブレッドカップ（1988年）

### 兵庫県競馬
- 白鷺賞（1988年）
- 姫山菊花賞（1988年）

### 南関東4場
- 報知オールスターカップ（2004年、2010年）
- TCK女王盃（1998年、2001年～2004年、2009年）
- 川崎記念（1992年、1998年、1999年、2003年～2005年）
- 報知グランプリカップ（1999年、2006年）
- 金盃（1996年）
- エンプレス杯（1996年、2001年、2003年）
- ダイオライト記念（1996年、1999年、2005年、2006年、2009年）
- 京浜盃（2010年）
- 桜花賞（1995年、1996年、2005年、2006年）
- マリーンカップ（1997年、2006年）
- 東京シティ盃（1996年）
- マイルグランプリ（2002年）
- しらさぎ賞（2004年）
- 羽田盃（2003年）
- かしわ記念（1996年）
- 東京湾カップ（1998年、2005年）
- 大井記念（1992年）
- さきたま杯（2001年、2002年）
- 東京ダービー（1993年、1999年、2001年、2005年、2007年、2008年、2009年）
- 関東オークス（1998年、1999年、2004年）
- 京成盃グランドマイラーズ→京成盃スカイライナースプリント（1998年、2005年、2006年）
- 東京王冠賞（2001年）
- 帝王賞（1991年～1993年、1997年～2000年、2002年～2004年、2006年～2009年）
- 船橋記念（1995年）
- ジャパンダートダービー（1999年、2001年～2004年、2006年～2009年）
- スパーキングレディーカップ（1998年、2004年、2005年）
- 黒潮盃（2005年）
- アフター5スター賞（1996年、2008年）
- グランドチャンピオン2000（1991年）
- 東京記念（2004年）
- 戸塚記念（2004年）
- テレビ埼玉杯（1999年、2005年、2006年）
- 日本テレビ盃（1998年）
- 東京盃（2002年、2003年）
- TCKディスタフ（2004年）
- 鎌倉記念（2005年）
- 青雲賞（1998年）
- 埼玉新聞杯（1998年、2004年）
- 平和賞（1998年、2006年）
- ローレル賞（2005年）
- ロジータ記念（2008年）
- サンタアニタトロフィー（2000年）
- クイーン賞（2006年、2008年）
- 全日本2歳優駿（2002年）
- 東京大賞典（1992年、1998年、2000年、2003年、2004年、2006年～2008年）
- 東京シンデレラマイル（2008年）

### 金沢競馬
- タマツバキ記念（1998年）
- セイユウ記念アラブグランプリ（2002年～2004年）
- 読売レディス杯（2003年）
- サラブレッドチャレンジカップ（1995年、1996年）
- 白山大賞典（1997年、2005年、2006年、2009年）
- 北國王冠（2001年）
- 中日杯（2008年）

### 新潟県競馬
- 新潟ダービー（1992年）
- 東北ダービー（1991年）
- 新潟平成カップ（1992年）
- 朱鷺大賞典（2000年）
- 新潟グランプリ（1993年、1994年）

### 岩手競馬
- 桐花賞（1999年）
- みちのく大賞典（1999年、2002年）
- シアンモア記念（2001年）
- ビューチフルドリーマーカップ（2000年）
- クラスターカップ（1999年）
- セイユウ賞（1998年）
- 東北ジュニアグランプリ（2001年）
- ダービーグランプリ（1998年、1999年、2002年、2003年）
- マイルチャンピオンシップ南部杯（1998年、2001年、2002年）
- オパールカップ（2002年）
- 北上川大賞典（1999年）